# Johannes Lorenz Isenbiehl
Johannes Lorenz Isenbiehl (* 20. Dezember 1744 in Heiligenstadt; † 26. Dezember 1818 in Oestrich im Rheingau) war katholischer Theologe, Exeget, Kanoniker und Aufklärungsschriftsteller.

## Leben
Sein Theologiestudium absolvierte er in Mainz. Anno 1769 zum Priester geweiht wurde Isenbiehl Seelsorger der Gemeinde in Göttingen; er studierte an der dortigen Universität orientalische Sprachen. Der Kurfürst ernannte ihn 1773 zum ordentlichen Professor an der Universität Mainz, wo er von nun an Grammatik und Exegese anhand des Alten Testamentes und des Neuen Testamentes lehrte.

## Causa Isenbiehl
In Verruf kam Isenbiehl durch seine 140 Thesen zum Evangelium nach Matthäus, deren Druck ihm verweigert wurde und wegen derer er vom soeben gewählten Kurfürst Friedrich Karl Joseph von Erthal von der Professur in Mainz suspendiert wurde. Sogleich überwies man ihn an ein erzbischöfliches Seminar, um die „rechtgläubige Auslegung“ der Schrift zu lernen.
In dieser Zeit arbeitete er offiziell an seinem dritten Buch (Corpus decisionum..), und an einer weiteren Auslegung des Jesaja-Verses 7, 14: „Darum so wird euch der HERR selbst ein Zeichen geben: Siehe, eine Jungfrau ist schwanger und wird einen Sohn gebären, den wird sie heißen Immanuel“. Diesen Vers deutete er in einer eigens verfassten Schrift als keine messianische Ankündigung des Christus; „Er weise auch keinen figürliche und mystischen Bezug zu Maria und Christus im Kontext des Verses auf“. Er lehnte die katholische Auslegung dieses Verses ab und stand somit im Widerspruch gegen die katholische Obrigkeit. Isenbiehl verkaufte das Schriftstück, da er immer noch anerkannter Professor in Mainz war, in einer neuen Abhandlung „Neuer Versuch über die Weissagung von Emmanuel“, dieses erschien am 27. Oktober 1777 in Koblenz.
Am 13. Dezember 1777 wurde Isenbiehl suspendiert und im Vikariatsgefängnis Mainz in Verwahrsam genommen. Am 9. März 1778 wurde das Buch kurfürstlich verboten und Isenbiehl ins Kloster Eberbach im Rheingau überführt. Durch seine Auslegung hatte er nun einen Großteil der Obrigkeit gegen sich. Ein missglückter Fluchtversuch aus dem Kloster brachte ihn wieder ins Vikariatsgefängnis von Mainz. Nach mehreren scharfen kritischen Gutachten wurde das Buch schlussendlich durch eine päpstliche Breve als ketzerisch hingestellt und sein Lesen mit der Exkommunikation geächtet. Isenbiehl nahm dieses allerhöchste Urteil zur Kenntnis, unterzeichnete am 25. Dezember 1779 eine Selbstverurteilung und wurde aus der Haft entlassen.
Von 1780 hatte Isenbiehl das Kanonikat in Amöneburg inne, welches er durch die spätere Säkularisation verlor, und war ab 1788 Vikar von St. Alban.
In der Causa Isenbiehl entbrannte ein regelrechter Flugschriftenkampf in den Jahren 1779–1780, wobei die These Isenbiehls nun einige aufgeklärte Theologen hinter sich hatte. Zu nennen sind hier Carl Theodor von Dalberg auf der Seite Isenbiehls und der eifrigste Gegner der Exjesuit Hermann Goldhagen.

## Werkauswahl
- Beobachtungen von dem Gebrauch der syr. Puncti diacritici bei den Verbis. 1771
- Chrestomathia patristica Graeca. 1774
- Corpus decisionum dogmaticarum Ecclesiae Catholicae, 1777
- Neuer Versuch über die Weissagung von Emmanuel, 1778
- De rebus divinis tractatus introducentes in universam Veteriac Novi Testamenti scripturam et theologiam christanam I, 1787